# حموده صباغ
حموده صباغ (عربی: حمودة یوسف الصباغ؛ زادهٔ ۱۰ فوریهٔ ۱۹۵۹) از سپتامبر ۲۰۱۷ تا دسامبر ۲۰۲۴ رئیس مجلس خلق سوریه بود. او اولین مسیحیاست که به این مقام می‌رسد.
او با کسب ۱۹۳ رای از ۲۵۲ رای به این مقام انتخاب شد.